# Pantographa
Pantographa é um gênero de mariposa pertencente à família Crambidae.